# Hubert Mallmann
Hubert Mallmann (* 12. Februar 1910 in Oberhausen; † 11. Januar 1994 in Solingen) war ein deutscher Politiker (SPD). Er war Solinger Stadtrat und für zwei Legislaturperioden Abgeordneter im nordrhein-westfälischen Landtag.

## Leben
Nachdem Hubert Mallmann die Volksschule abgeschlossen hatte, arbeitete er als Dreher. Er studierte in Abendkursen und an Gewerkschaftsschulen Wirtschafts-, Arbeits- und Sozialrecht. Mallmann war seit dem Jahr 1925 Gewerkschaftsmitglied. In die SPD trat er 1928 ein. Im Jahr 1947 wurde er Rechtssekretär im DGB-Ortsausschuß Oberhausen, bis er 1950 geschäftsführender Vorsitzender im DGB-Ortsausschuss Solingen wurde.
Mallmann wurde im Jahr 1954 als Direktkandidat der SPD im Wahlkreis 52 (Solingen-Ohligs-Wald-Gräfrath) in den nordrhein-westfälischen Landtag gewählt. Er hatte das Mandat vom 13. Juli 1954 bis zum 12. Juli 1958 inne. Er wurde 1958 nicht in den Landtag wiedergewählt. 1961 wurde Mallmann in Solingen zum Ratsherrn gewählt. Bei der Landtagswahl im folgenden Jahr schaffte er es erneut, den Wahlkreis 52 (inzwischen: Solingen II) als Direktkandidat zu gewinnen, und war vom 21. Juli 1962 bis zum 23. Juli 1966 wieder Landtagsabgeordneter.

## Ehrungen
Mallmann erhielt im Jahr 1986 den Ehrenring der Stadt Solingen. Am 2. September 1987 wurde er mit dem Verdienstorden des Landes Nordrhein-Westfalen ausgezeichnet.

## Würdigungen
In Solingen ehrt den Politiker seit 2012 eine nach ihm benannte Straße, der Hubert-Mallmann-Weg im Stadtteil Höhscheid.